# Oeste

Rosa de los vientos mostrando el oeste.

El oeste es uno de los cuatro puntos cardinales. También recibe el nombre de occidente, poniente u ocaso, ya que es en el oeste por donde se pone el Sol (exactamente solo durante los equinoccios). Como adjetivo se suele emplear «occidental» o «ponentino».

## Etimologías

### Oeste
El origen de la palabra «oeste» proviene del francés ouest, que a su vez proceden del alto alemán antiguo westar. El término germano westar probablemente deriva de la misma raíz sánscrita de la que procede el término latino vesper («tarde»), que significa el punto donde se pone el sol, de la que han llegado al español las palabras «víspera» y «vespertino». También está relacionado con el griego ἕσπερος (hesperos) de la misma forma, de donde procede Hesperia, voz poética que los griegos antiguamente empleaban en ocasiones para referirse a la península ibérica, que los romanos más tarde denominaron Hispania.

### Occidente
El vocablo «occidente» deriva etimológicamente del latín occĭdens, -entis, participio activo de occidĕre que significa: caer. El origen de este significado proviene del movimiento aparente del Sol cuando se dirige a su ocaso, que según creencia popular de los antiguos ocurre en el punto cardinal oeste.

### Poniente
En España, así como en otros países, es común utilizar «poniente» para referirse al punto cardinal, así como para hablar de la parte occidental del país (porque por ahí se «pone» el sol).

## Localización

### Cartografía
Por convención en los mapas el oeste se define como la ubicación que se encuentra a la izquierda cuando se mira hacia el polo norte.

### Navegación
En navegación se suele tomar el oeste en la brújula un valor de 270° grados de acimut, tomando el norte como origen y girando en sentido horario.
El oeste es la dirección opuesta a la rotación de la Tierra sobre su eje y, por lo tanto, es la dirección general hacia la cual el Sol parece progresar constantemente y, al final, ponerse. Esto no ocurre en el planeta Venus, que gira en sentido contrario al de la Tierra (rotación retrógrada). Para un observador en la superficie de Venus, el Sol saldría al oeste y se pondría al este  aunque las nubes opacas de Venus impiden observar el Sol desde la superficie del planeta.
En un mapa con el norte arriba, el oeste está a la izquierda.
Moverse continuamente hacia el oeste es seguir un círculo de latitud.

### Mediante el sol
Es una creencia popular equivocada pensar que el oeste es el punto donde el sol está en el ocaso. La verdad es que esto solo ocurre dos días al año que corresponden a los equinoccios de primavera y otoño, respectivamente (en torno al 21 de marzo y el 23 de septiembre).
La posición del oeste suele tomarse como referencia para determinar en el diseño de carta astral el signo del zodiaco que es descendente, es decir, que «atardece» por el horizonte en el justo instante en el que ocurre un evento, como puede ser un nacimiento, la coronación de un rey, etc.
En gnomónica existe un sistema de medida del tiempo conocido como «hora itálica» en el cual se toma como origen de tiempos, no el mediodía, sino el instante en el que el sol está en el ocaso.

## Mitología
En la mitología nórdica hay un enano situado en occidente que sostenía la bóveda del cielo, llamado Vestri. Véase Norðri, Suðri, Austri y Vestri.
En la mitología griega, Japeto era el titán de Occidente, y su hijo Atlas residía en el extremo occidental de la tierra entonces conocida. Céfiro era, en cambio, la personificación del Viento del Oeste.

## Usos geopolíticos
Se conoce como Occidente a un conjunto indeterminado de países que siempre incluye a Europa y a sus principales excolonias. En este sentido, se habla de sociedad occidental u occidente como el conjunto de países en oposición con oriente. 

### Europa
Alemania durante la Guerra Fría quedó dividida en dos partes, de esta forma surgió una forma de nombrar a los habitantes de la parte del oeste como Wessi, originario de West (Alemania Occidental o República Federal Alemana), en contraposición al Ossi, derivado de Ost, que era un habitante del Este (Alemania Oriental o República Democrática Alemana).

### Estados Unidos
En Estados Unidos el «oeste», o también el «lejano oeste», se refiere a la parte más occidental del país. Y también se le conoce como el hemisferio occidental. En esta zona se ambientan las películas del Oeste, un género cinematográfico.

## Significado simbólico
En el budismo chino, Occidente representa el movimiento hacia el Buda o la iluminación (véase Viaje a Occidente). Los antiguos aztecas creían que Occidente era el reino de la gran diosa del agua, la niebla y el maíz. En el Antiguo Egipto, el Oeste se consideraba el portal al mundo subterráneo, y es la dirección cardinal considerada en relación con la muerte, aunque no siempre con una connotación negativa. Los antiguos egipcios también creían que la Diosa Amunet era una personificación de Occidente. Los celtas creían que más allá del mar occidental de los bordes de todos los mapas se encontraba el Otro Mundo, o Más Allá.
En el judaísmo, se considera que el oeste está hacia la Shejiná (presencia) de Dios, ya que en la historia judía el Tabernáculo y el posterior Templo de Jerusalén estaban orientados hacia el este, con la Presencia de Dios en el Santo de los Santos subiendo los escalones hacia el oeste.  Según la Biblia, los israelitas cruzaron el río Jordán hacia el oeste para entrar en la Tierra Prometida. En el Islam, mientras que en la India se reza mirando hacia el oeste, con respecto a La Meca, La Meca se encuentra en dirección oeste.
En la literatura estadounidense (por ejemplo, en El gran Gatsby) moverse hacia el Oeste ha simbolizado a veces la obtención de libertad, quizá como asociación con la colonización del salvaje Oeste (véase también la Frontera estadounidense y Destino manifiesto).

## Hemisferio occidental

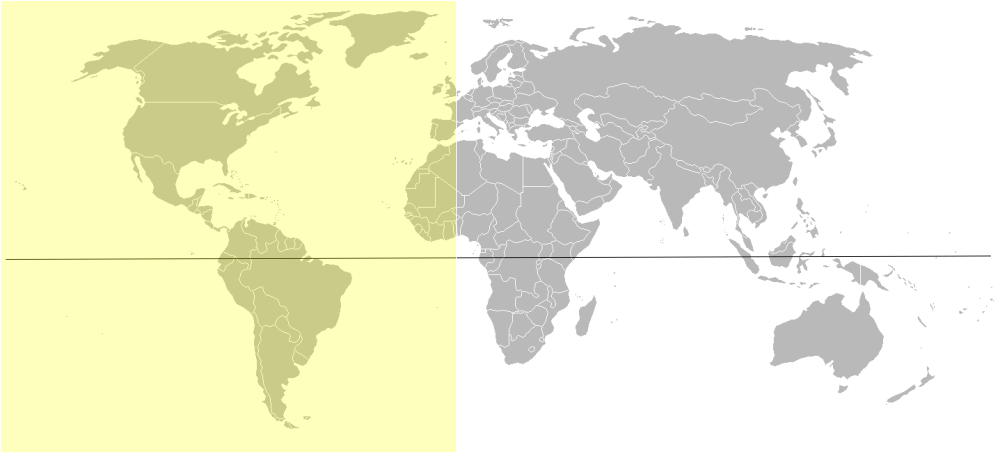
Países pertenecientes al hemisferio occidental sombreados en amarillo.

La Tierra se divide en dos hemisferios tomando como referencia el meridiano de Greenwich (se adoptó como meridiano 0º en una conferencia internacional celebrada en 1884 en Washington auspiciada por el presidente de los EE. UU.), de tal forma que hay un hemisferio oeste (occidental) y otro oriental. Es una división meramente geográfica. 
En el hemisferio occidental se encuentran: 
- Toda América.
- Gran parte de África occidental, más Marruecos y la parte occidental de Argelia.
- Parte de Europa (Islandia, Portugal, España, Irlanda, Reino Unido y la parte noroccidental de Francia).
- Parte de las islas de la Polinesia.